# Ahmed Atef
Ahmed Atef Farouk Farouk Labib Mohamed (...) è un regista egiziano.

## Biografia
Dopo aver compiuto i suoi studi cinematografici in Egitto, Francia, Germania, Spagna e Stati Uniti, Ahmed Atef ha iniziato la sua carriera realizzando otto documentari sulle condizioni di vita in Egitto, seguiti da tre lungometraggi. Il suo ultimo lavoro Al Ghaba è stato premiato al Fespaco (Festival del Cinema Africano) 2009 con il Premio speciale della città di Ouagadougou.

## Filmografia parziale
- Omar 2000 (2000)
- Izzay tekhalli el-banat tehibbak (2003)
- Al Ghaba (2007)